# Hrabstwo Clinton (Indiana)

Piramida wieku hrabstwa

Hrabstwo Clinton (ang. Clinton County) – hrabstwo w stanie Indiana w Stanach Zjednoczonych.

## Geografia
Według spisu z 2010 roku obszar całkowity hrabstwa obejmuje powierzchnię 405,25 mili2 (1049,59 km²), z czego 405,07 mili2 (1049,13 km²) stanowią lądy, a 0,18 mili2 (0,47 km²) stanowią wody. Według szacunków United States Census Bureau w roku 2012 miało 33 022 mieszkańców. Jego siedzibą administracyjną jest Frankfort.

### Miasta
- Colfax
- Frankfort
- Kirklin
- Michigantown
- Mulberry
- Rossville